# Le Vieux Cordelier
 (juillet 2017).
 (juillet 2017).

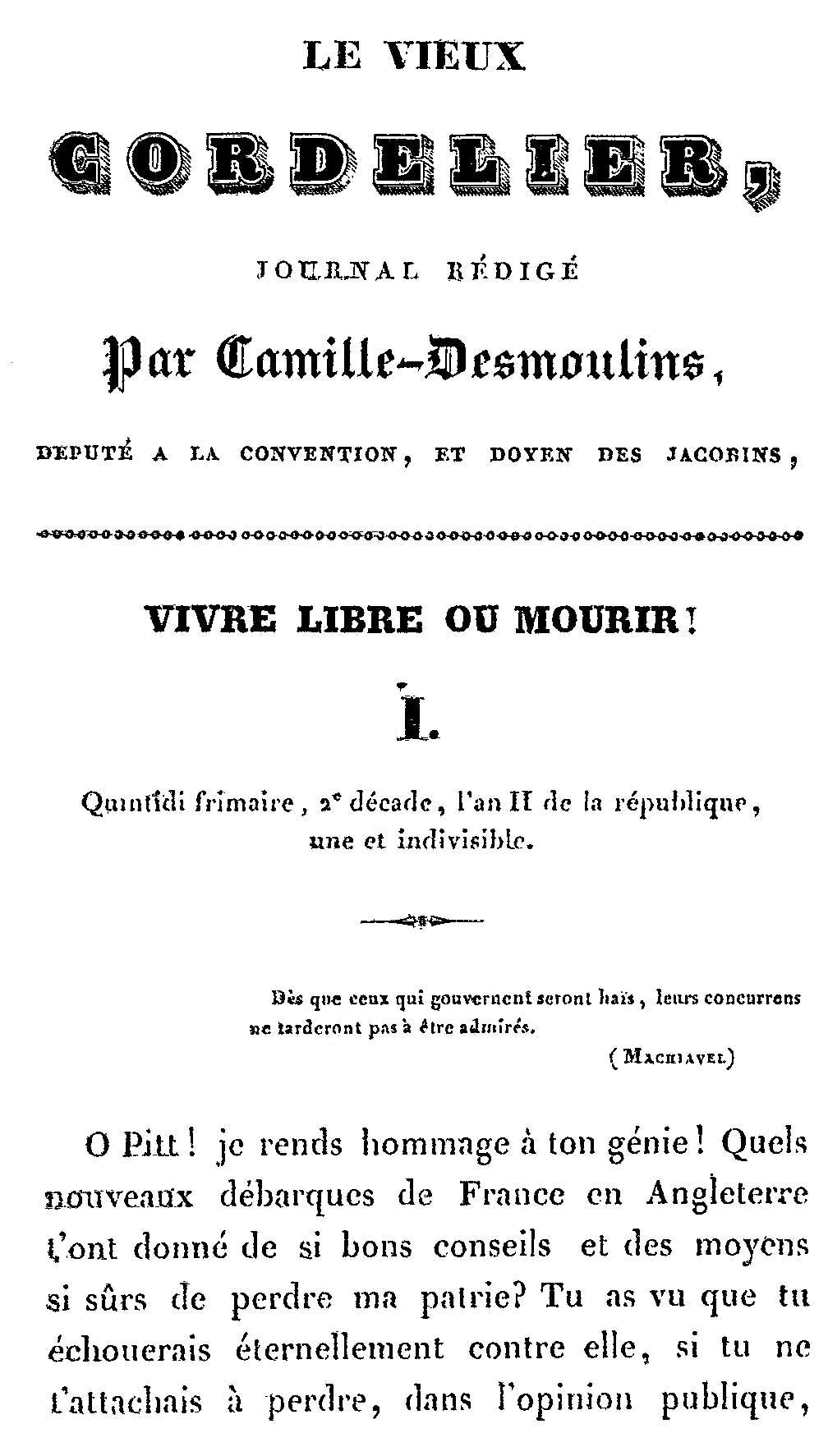
Première du Vieux Cordelier.

Le Vieux Cordelier est un journal rédigé par Camille Desmoulins, et dont six numéros parurent du 5 décembre 1793 au 25 janvier 1794. Les troisième et quatrième numéros du Vieux Cordelier eurent un retentissement considérable. Un septième numéro, écrit en février ou mars 1794, est longtemps resté inédit.
Camille Desmoulins a écrit ce journal à l'instigation de Georges Jacques Danton, qui l'encourage à en faire la tribune de l'Indulgence et des Indulgents, et par Maximilien de Robespierre qui entend en faire un concurrent pour Le Père Duchesne et une arme contre les Hébertistes. Pour Camille Desmoulins, ses raisons personnelles étaient les suivantes : il devait, en attaquant, se défendre contre les accusations que lui avaient values ses fréquentations, qu'il avait longtemps accordées au général Dillon.

## Détail de chaque publication

### Numéro 1
Le premier numéro paru le 5 décembre 1793. Cette première édition semble écrite à la gloire de Maximilien de Robespierre. Mais Camille Desmoulins en dénonçant les Hébertistes comme agents de William Pitt - il utilise pour cela la dénonciation et les lettres de François Chabot - et en proclamant la pureté de tous les autres Montagnards, n'a pas oublié son vieil ami : dans le sillage de Maximilien de Robespierre, il peut vanter les mérites de son « émule en patriotisme », l'homme qui marche avec la Révolution : Georges Danton, qu'il défend contre les attaques des Hébertistes. Il y fait aussi une violente et talentueuse diatribe contre les ultra-révolutionnaires.

### Numéro 2
Le deuxième numéro est paru le 10 décembre 1793. Le numéro 2 est toujours approuvé par Maximilien de Robespierre. Il y attaquait surtout Anarchasis Cloots, le qualifiant de pseudo-montagnard qui avait pris fait et cause pour la gironde dans le débat sur la guerre à l'hiver-1791-1792, et de pseudo-orateur du genre humain, qui ne voyait la liberté universelle que par la guerre de conquête, et qui dans l'affaire des colonies en 1791 prenait parti pour Barnave contre Brissot, fondateur de la Société des Amis des Noirs, pour le maintien de la domination blanche.
Le second numéro a un titre significatif : face au Père Duchesne, le rédacteur revendique le titre de démocrate de première heure, il avait été de ceux qui avait « vaincu la Bastille », de ceux qui avaient fondé le premier club républicain avant la lettre, de ceux qui avaient pourfendu sans relâche le despotisme royal et aristocratique en un temps où certains ultras-révolutionnaires comme Jacques-René Hébert se montraient réservés pour ne pas dire complices. Les meilleurs d'entre les patriotes de 1793 étaient bien comme Camille Desmoulins, ceux qui, n'ayant pas attendu plus d'un an pour se prononcer pour la République, s'étaient dès le début levés contre une aristocratie aux mille travestissements politiques. Par son « terrorisme » affirmait Camille Desmoulins, Jacques-René Hébert contribuait à diviser les patriotes alors qu'on savait bien que seule l'unité des anciens membres du Tiers État contre l'aristocratie était gage de victoire. Bien plus l'action de Jacques-René Hébert était marquée du sceau de la traîtrise, il était du « parti de l'étranger » et Robespierre avait bien raison de le combattre, lui et sa faction. Ce numéro deux contenait une talentueuse et violente diatribe contre les ultras du propagandisme, le « prussien » Cloots et consorts qui, a la revendication démagogique qui contient en germe la ruine de la Révolution, joignent le crime par excellence : l'athéisme déchristianisateur.
Comme le premier numéro, Le Vieux Cordelier contenait aussi un panégyrique de l'action du membre le plus éminent du Comité de salut public, Maximilien Robespierre. Cette action était présentée en des termes d'une flagornerie outrée qu'en d'autres temps on dira être celle "des dévots au culte de la personnalité". Face aux ultras-révolutionnaires, Camille Desmoulins dressait en quelque sorte la statue du Commandeur derrière laquelle s'abriteraient Georges Danton et ses amis.
« La victoire nous restait, écrivait Camille Desmoulins, parce qu'au milieu de tant de ruines de réputations colossales de civisme, celle de Robespierre est debout... Nous avons vaincu cependant, parce qu'après les discours foudroyants de Robespierre dont il semble que le talent grandisse avec les dangers de la République, et l'impression profonde qu'il avait laissée dans les âmes, il était impossible d'élever la voix contre Danton, sans donner pour ainsi dire une quittance publique de Pitt. » Maximilien de Robespierre, Georges Danton : même combat.
« Député consultant que personne ne consultait plus depuis le 3 juin 1793, ironisait-il, je sors de mon cabinet et de ma chaise à bras, où j'ai eu tout le loisir de suivre, par le menu, tout le nouveau système de nos ennemis dont Robespierre ne vous a présenté que les masses, et que ses occupations au Comité de salut public ne lui ont pas permis d'embrasser, comme moi, dans son entier. »

### Numéro 3

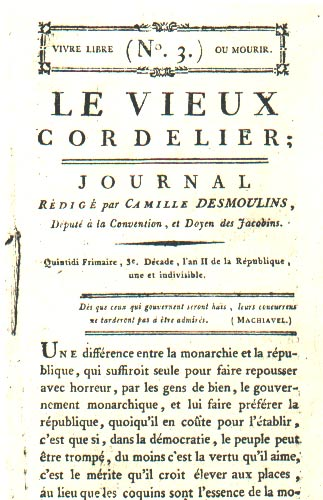
Le Vieux Cordelier no 3

Camille Desmoulins change de ton dans ce numéro 3 du 15 décembre 1793. Sous prétexte d'histoire, Camille Desmoulins, en évoquant à la manière de Tacite les fastes sanglants de la Rome impériale, dénonce les excès de la Terreur. Le texte de Camille Desmoulins a tourné à la satire anti-gouvernementale et, pour les lecteurs les plus pointilleux, anti-républicains. Derrière les Hébertistes, il y a « le sans-culotte Pitt » ; derrière Jean-Baptiste Bouchotte il y a François-Nicolas Vincent.

### Numéro 4
Dans le numéro 4, du 20 décembre 1793, outre les attaques habituelles contre Jean-Baptiste Bouchotte et maintenant le général Charles Philippe Ronsin, Camille Desmoulins appellera franchement à l'ouverture des prisons, prélude évident à une politique de paix. Il y tirait argument d'une proposition de Maximilien de Robespierre pour la dénaturer : Maximilien de Robespierre venait d'obtenir la création du Comité de justice destiné à réexaminer le cas des individus incarcérés à tort (mesure qui sera rapportée six jours plus tard) ; Camille Desmoulins en profite pour tresser des couronnes civiques à Maximilien de Robespierre, son « cher Robespierre », son vieux camarade.
« Souviens- toi, lui dit-il, que l'amour est plus fort, plus durable que la crainte... Déjà tu viens de t'approcher beaucoup de cette idée, dans la mesure que tu as fait décréter aujourd'hui, dans la séance du décadi 30 frimaire [dimanche 20 décembre]. Il est vrai que c'est plutôt un Comité de justice qui a été proposé. Cependant pourquoi la clémence serait-elle devenue un crime dans la République ? » Le mot est lâché. Les propositions de Camille Desmoulins ne laisse plus le moindre doute à ce sujet : « Ouvrez les prisons à ces deux cent mille citoyens que vous appelez suspects. », « Croyez-vous que ce soient ces femmes, ces vieillards, ces cacochymes, ces égoïstes, ces traînards de la Révolution qui sont dangereux ? », « Les braves et les forts ont émigré. Ils ont péri à Lyon ou dans la Vendée ; tout le reste ne mérite pas votre colère... »

### Numéro 5
Ce jour-là une commission d’enquête sur les accusations portées contre Camille Desmoulins, Pierre Philippeaux et Léonard Bourdon devait déposer ses conclusions au Club des Jacobins. Inquiet, Camille Desmoulins accentua sa reculade et son journal se présenta comme un plaidoyer avant l’ouverture de la séance. Camille Desmoulins veut éviter l'escamotage de l'affaire François Chabot et y fait un violent réquisitoire anti-hébertiste.
Conspirateur ? Il l’était en effet et bien avant 1789, écrivait-il. Conspirateur de qui et contre quoi ? De la liberté contre l’aristocratie. Il l’avait été en 1788 comme poète - Maximilien de Robespierre ne venait-il pas de le rappeler lors de la séance du 16 décembre 1793 au Club des Jacobins ? Conspirateur, il l’avait été encore au 12 juillet 1789, lorsqu’il avait ameuté le peuple au Palais-Royal. Conspirateur encore, et avec Georges Jacques Danton comme avec Maximilien de Robespierre en 1790 : les huit volumes que formaient sa France libre, la Lanterne aux Parisiens, Les Révolutions de France et de Brabant et La Tribune de patriotes étaient là pour prouver ses « conspirations contre les aristocrates de toute espèce, les royalistes, les Feuillants, les Brissotins et les « Fédéralistes » ».
On n’avait qu’à mettre les scellés chez lui, l’investigateur y saisirait une multitude de suffrages, les plus honorables qu’un homme puisse recevoir, et qui venaient des quatre parties du monde ! De Jacques Necker à Jacques Pierre Brissot, jamais il n’avait varié de la ligne de la Déclaration de l’Homme et il avait toujours eu six mois, parfois dix-huit mois d’avance, sur l’opinion publique.
Il avait pu commettre certaines erreurs d’appréciation sur le patriotisme véritable de tel ou tel homme politique, il s’était finalement toujours ressaisi et il avait su les dénoncer alors même qu’on cherchait à le corrompre. À tous les avantages qu’on lui offrait pour qu’il se tût, il avait sans cesse préféré l’éventualité de l’emprisonnement. Quels patriotes de fraîche date, de ces républicains du 10 août (1792), qui le poursuivaient de leur haine pouvaient mieux que lui être l’ami du peuple ?
On montait toujours contre lui des affaires comme celle de Dillon (Arthur de Dillon) pour le discréditer. Non, il n’avait pas défendu ce général, il avait seulement demandé qu’il fut jugé pour prouver sa bonne foi. Oubliait-on les généraux aristocrates ou non que lui, Camille Desmoulins, avait eu le courage de dénoncer alors que tous se taisaient.
Collot d’Herbois ironisait aux Jacobins sur Camille Desmoulins « tout entier livré à l’impulsion de son esprit » passant son temps « à retourner en arrière de cinq-cents ans pour offrir le tableau du temps où l’on vit patriote » et donc inapte à se placer au niveau de la Révolution. Ce membre du Comité de salut public, rétorquait Camille Desmoulins, ferait mieux de se souvenir de ses erreurs passées, lui qui n’avait pas toujours su distinguer les ennemis de la République et qui se laissait aller encore à écouter d’une oreille complaisante les flagorneries du « Père Duchesne ».
Jacques-René Hébert appelait Camille Desmoulins comme Louis-Marie Stanislas Fréron un « ci-devant patriote », « un muscadin », « un sardanapale », « un viédase ». Quel crédit pouvait-on accorder à ce calomniateur, à ce rédacteur de lettres anonymes, à cet ancien distributeur de billets à la porte des théâtres de Paris qui, aujourd’hui vivait dans le luxe, touchant de l’argent de Bouchotte), du banquier Kock et d’un agent des émigrés. Pourtant cet « effronté ambitieux » cet « avilisseur du peuple français et de la Convention », en un mot ce « scélérat » parvenait à circonvenir des hommes comme Barère et Collot d’Herbois et à les dresser contre lui en déformant les propos du « Vieux Cordelier ».
Jacques-René Hébert prétendait que Camille Desmoulins restait favorable au maintien des « maisons de suspicion » mais réclamait une clarification de la définition de suspect. Reprenant habilement des expressions de Maximilien de Robespierre, il affirmait « J’aurai eu le mérite d’avoir fait luire le premier rayon d’espoir aux « patriotes » détenus ». Il poursuivit « les maisons de suspicion ne ressembleront plus jusqu’à la paix à l’enfer du Dante où « il n’y a point d’espérance ». »
On l’accusait d’être le patron des aristocrates, des modérés ? Plagiant le discours de Maximilien de Robespierre sur le gouvernement révolutionnaire, il prévenait :
« Que le vaisseau de la République, qui court entre les deux écueils dont j’ai parlé, s’approche trop de celui du modérantisme, on verra si j’aiderai à la manœuvre on verra si je suis un modéré ! J’ai été révolutionnaire, avant vous tous. J’ai été un brigand, et je m’en fais gloire, lorsque, dans la nuit du 12 au 13 juillet 1789, moi et le général Danican nous faisions ouvrir les boutiques d’arquebuses, pour armer les bataillons de sans-culottes. Alors j’avais l’audace de la révolution. Aujourd’hui député à l'Assemblée nationale, l’audace qui me convient et celle de la raison, celle de dire mon opinion avec franchise. Je la conserverai jusqu’à la mort, cette audace républicaine contre tous les despotes et quoique que j’ignore pas la maxime de Machiavel, « Qu’il n’y a point de tyrannie plus effrénée que celle des petits tyrans ». »
L’anarchie menaçait la République depuis que n’importe quel petit comité local, n’importe quel agent subalterne de l’État faisaient les lois. Lui, Camille Desmoulins avait eu le courage de le dire. Il avait été entendu.
Dans un retournement brusque, voici qu’il louangeait le Comité de salut public. Le Comité de salut public, ce Comité sauveur a porté remède « au démembrement de la République. Il y avait bien encore des points de friction entre lui et certains membres du Comité, mais ce n’était là que dispute domestique, « querelle de ménage ». »
Il restait attaché à la politique de Maximilien de Robespierre qui avait su « jeter l’ancre lui-même aux maximes fondamentales de notre Révolution et sur lesquelles seules la liberté peut-être affermie, et braver les efforts des tyrans et du temps ».
Dans ce numéro 5, Camille Desmoulins insinue que Jacques-René Hébert a trempé moyennant finances, dans l’ultime projet d’évasion de la Marie-Antoinette d'Autriche (complot de l'œillet). Il dénonce les 120 000 livres de subventions que lui a accordées le général Jean-Baptiste Bouchotte pour son journal, le Père Duchesne. Il accuse Jacques-René Hébert par son extrémisme d’avoir voulu préparer la contre-révolution avec l’aide, sans toutefois le mentionner, de Jean de Batz.

### Numéro 6
Le numéro 6 parut le 25 janvier 1794. Dans ce numéro, Camille Desmoulins reconnaîtra un échec : « Hébert a eu sur moi un triomphe complet ». Il félicitera Jacques-René Hébert de s'être converti au « sans-culotte Jésus ».
Non, écrivait-il, il ne pactiserait jamais avec les aristocrates et croirait jusqu'à sa mort « que la démocratie est la seule constitution qui convienne à la France »
Mais pour lui la démocratie véritable, quelle que fut l'époque, devait s'accompagner de liberté d'opinion aussi bien à la tribune de l'Assemblée que dans la presse et il revendiquait pour le patriote sincère le droit à l'erreur. Oui, il avait demandé une « guillotine économique » et non pas à la disparition de la machine de mort mais puisque ses amis même prétendaient qu'il était tombé ainsi dans l'hérésie il se tairait. Non sans avoir redit une fois de plus que ceux qui comme Mirabeau avaient prétendu ou prétendaient encore « que la liberté est une garce qui aime à être couchée sur des matelas de cadavres » n'étaient pas de véritables amis de la liberté. Il ne croyait pas non plus - et c'était une attaque directe contre le dirigisme étatique, l'économie de guerre, qui s'installait sous l'égide du gouvernement révolutionnaire - que le règne de la liberté fut celui de la misère, il devait être celui de « la poule au pot pour tout le monde ».
On lui objectait qu'il était un irréaliste, il revendiquait ce titre : oui, il restait fidèle à son vieux système d'utopie : « Tout mon tort est d'être resté à ma hauteur du 12 juillet 1789, et de n'avoir pas grandi d'un pouce non plus qu'Adam ; tout mon tort est d'avoir conservé les vieilles erreurs de la France Libre, de la Lanterne, des Révolutions de Brabant, de la Tribune des Patriotes, et de ne pouvoir renoncer aux charmes de ma République de Cocagne »
On lui reprochait d'avoir pris un virage pour se rapprocher des contre-révolutionnaires, il protestait de l'unité de sa démarche depuis 1789. Les autres avaient changé qui, croyaient sauver la République par des mesures extrêmes, la conduisaient à sa chute. Lui restait le même.

### Numéro 7
Le dernier numéro ne verra pas le jour de son vivant. Et encore lors de sa parution en juin 1795 il fut amputé par l'éditeur d'un passage embarassant pour la Convention thermidorienne : Camille reprochait à Robespierre de mener en 1794 la même campagne belliciste contre l'Angleterre que Brissot en 1791 et 1792 contre l'Europe. Les thermidoriens menaient précisément en Europe la politique expansionniste plaidée autrefois par Brissot et combattue alors main dans la main par Robespierre et Camille Desmoulins. Ce dernier insistait sur ce point. C'eet très longtemps après vers la fin du XXème siècle que ces phrases manuscrites seront éditées. Desmoulins composa ce numéro sans doute entre le 15 et 17 ventôse an II (15 et 17 mars 1794), avant même l'arrestation de ses ennemis hébertistes. 
D'emblée il annonçait que dans le péril extrême que courait la République, et à l'invite de Maximilien de Robespierre lui-même, il saurait « enrayer sa plume qui se précipite sur les ponts de la satire »
Dans ce numéro, Camille Desmoulins réclamait la paix et s'en prenait aux membres du Comité de sûreté générale qui avaient étouffé l'affaire François Chabot. Il y faisait en outre un plaidoyer pour la liberté de la presse. Il attaque aussi un discours de Robespierre, prononcé contre le peuple anglais le 30 janvier 1794 au club des jacobins. Camille Desmoulins reprochait à son ancien ami de tenir un discours belliciste de type brissotin, qu'ils combattaient légitimement l'un et l'autre à l'hiver 1791-1792.
Dans ce numéro 7, Camille Desmoulins mettait en scène un vieux cordelier dialoguant avec lui, tandis que celui-ci cherchait à modérer ses propos. L'habileté tactique dont il y faisait preuve était très vite mise à défaut au long de sa faille : Il attaquait avec virulence la faction des Hébertistes et s'en prenait aussi avec vigueur, aux membres du Comité de sûreté générale ou à ses agents, Marc Vadier, aujourd'hui « Saint Dominique du Comité », rappelait-il avait été jadis traité de « renégat », de plus « infâme des constituants » par Jean-Paul Marat. Jean-Henri Voulland, secrétaire du Comité, était un ancien royaliste prononcé et un ancien membre du Club des Feuillants, « Grégoire Jagot autre frère terrible du Comité » et qu'il rendait quelque peu responsable de l'incarcération d'Étienne-Claude Duplessis, son beau-père qui, le 10 août 1792, avait couru « donner sa démission de membre du Comité de sûreté générale de l'Assemblée législative de peur que la Cour ne gagnât la bataille du lendemain, n'était qu'un lâche » Jean-Pierre-André Amar « dont la musique calme l'orage » avait un sabre qu'il maniait avec autant d'aveuglement et de vengeance personnelle que ses confrères. Jacques-Louis David, le peintre, était « un homme perdu d'orgueil » qui simulait la rage du terroriste pour faire oublier qu'il avait été l'employé de Louis XVI (Louis XVI de France) et l'ami des Brissotins (ou Girondins). Autour du Comité de sûreté générale, on trouvait encore des hommes comme François Héron, ancien corsaire de profession, qui dans la rue désignait et montrait du doigt des suspects et qui s'enrichissait indûment au service de l'État.
Jouant de la formule du dialogue avec son interlocuteur supposé, Camille Desmoulins se montrait moins vif dans ses attaques portées contre le Comité de salut public. Il reprochait bien à Maximilien de Robespierre de limiter la liberté d'opinion mais il reconnaissait ou feignait de reconnaître que « si un pouvoir tel et de si longues durée que celui du Comité de salut public était entre d'autres mains que les siennes, et celles de Georges Couthon et de Robert Lindet, je croirais que la République menace ruine ». Il lançait toutefois des piques à Saint-Just et ne ménageait pas ses coups à Barère.
S'il reconnaissait toute une pureté d’intention à Maximilien de Robespierre, il stigmatisait la politique du Comité de guerre menée par le Comité de salut public et par Maximilien de Robespierre. Voilà, disait-il, qu'on attaquait plus les rois mais les peuples et il tirait pour ceci argument d'un discours de Maximilien de Robespierre au sujet de la guerre avec l'Angleterre. Maximilien de Robespierre s'était moqué de Cloots qui voulait « municipaliser » l'Europe et il se chargeait maintenant de son « apostat », voulant démocratiser le peuple anglais.
Cette « nationalisation » de la guerre ne pouvait qu'être néfaste à la République. Il dénonçait aussi avec la force du jansénisme républicain de Maximilien de Robespierre qui voulait, fonder la République sur la vertu des citoyens comme contrepoids à la Terreur dont on voyait partout les excès. « Pourquoi avons-nous en horreur la monarchie et chérissons-nous la république ? c'est qu'on suppose avec raison que les hommes n'étaient pas tous vertueux, il faut que la bonté du gouvernement supplée à la vertu et que l'excellence de la république consiste en cela précisément qu'elle supplée à la vertu. En effet, à la différence des monarchies, où un seul homme fait jouer selon ses caprices et son égoïsme ce double ressort, la crainte et l'espérance qui lui asservit les hommes et en fait autant d'esclaves : dans les républiques au contraire, les citoyens étant égaux, et les pouvoirs partagés, si les nations manque de vertu comme dans les monarchies, du moins il s'établit une balance de vices, la nature du gouvernement les oppose les uns aux autres ; et dans cet équilibre, c'est l'intérêt général qui départage »
L'excellence de la République, dépendant aussi du respect qu'avaient les hommes en place de la liberté des citoyens, tout au moins des citoyens patriotes. il y avait là le cœur même de l'article de Camille Desmoulins, un plaidoyer pour la liberté de la presse. Il écrivit alors ses plus belles pages et les arguments qu'il développa, les mots qu'il sut trouver, résonneront longtemps dans les siècles à venir.

« Qu'est-ce qui distingue la république de la monarchie ? C'est une seule chose, la liberté de parler et d'écrire. Ayez la liberté de la presse à Constantinople, et demain le faubourg de Pera sera plus républicain que le faubourg Saint-Marceau [...] on objectait que cette liberté rendait possibles toutes les dénonciations et même les calomnies ? Eh ! bien, « j'aime mieux cela, répondait-il, que de voir que nous avons retenu cette politisse bourgeoise, cette civilité puérile et honnête, ces ménagements pusillanimes de la monarchie, cette circonspection, ce visage de caméléon et de l'antichambre, ce B...isme [sur l'épreuve corrigée, il avait d'abord mis « barrérisme »], en un mot, pour les plus forts, pour les hommes en crédit et en place, ministres ou généraux, représentants du peuple ou membres influents des Jacobins, tandis qu'au fond avec lourde raideur sur le patriotisme en défaveur et disgracié [...] »

Faudrait-il opiner encore et toujours dans le sens de ceux qui gouvernait ? Camille Desmoulins demandait à la République naissante s'il n'était pas permis de lui faire les très humbles remontrances que souffrait autrefois la monarchie. Quand toute vérité n'est plus bonne à dire, la République existe-t-elle encore ? Le journaliste servile qui acceptait la censure ouvrait la voie au despotisme. Ne se souvenait-il pas de l'exemble du peuple le plus démocrate de l'Univers, celui des Athéniens ? Railleur et malin, non seulement il avait permis de parler et d'écrire de tout. Il avait mis en scène ses généraux, ses ministres, ses philosophes et ses comités ne leur épargnant pas les moqueries et les critiques. Ce qui était bien plus fort encore, ce peuple avait voulu se représenter au théâtre, s'y voir jouer lui-même pour dire ses fautes.
« Je suis même persuadé, écrivait Camille Desmoulins, que chez un peuple lecteur, la liberté illimitée d'écrire, dans aucun cas, même en temps de révolution, ne pourrait suffisamment garder contre tous les vices, toutes les friponneries, toutes les intrigues, toutes les ambitions » [...] Liberté de la presse illimitée même en temps de révolution ? Camille Desmoulins admettait toutefois au détour de sa plaidoirie, que celle-ci pouvait être utilisée par les ennemis de la Révolution mais, disait-il, c'était au journaliste patriote d'interroger sa conscience pour savoir jusqu'où il pouvait allait trop loin. Ce n'était pas en tout cas aux gouvernants d'indiquer au journaliste ce qu'il devait censurer dans ses articles : « Brûler n'est pas répondre », redisait-il à l'adresse de Maximilien de Robespierre, et celui qui se conduit ainsi est « un despote ».

## Éditions modernes
- Camille Desmoulins édition établie et présentée par Pierre Pachet, Le vieux Cordelier, Paris, Belin, coll. « Littérature et politique », 1987, 153 p. (ISBN 2-7011-1033-5, présentation en ligne).
- Camille Desmoulins avec introduction et des commentaires par Henri Calvet, édition complète et critique d'après les notes d'Albert Mathiez, Le vieux Cordelier, Paris, Armand Colin, coll. « Les classiques de la Révolution française », 1936, 314 p. (présentation en ligne), [présentation en ligne], [présentation en ligne].